# 仲宗根澄香
仲宗根 澄香（なかそね すみか、1992年1月5日 - ）は、千葉県白井市出身の女子プロゴルファーである。所属はSky。

## 経歴
10歳からゴルフを始める。千葉県立松戸六実高等学校卒業。
2008年、第63回国民体育大会ゴルフ競技で千葉県代表として優勝。
2015年、プロテストに合格し、日本女子プロゴルフ協会入会。
2016年、ステップアップツアーで初優勝を飾ると、その翌週も2週連続優勝を飾り、5週のレギュラーツアー出場権獲得。
2017年、「リゾートトラストレディス」の7位タイが最高位。賞金ランク95位。
2018年、「スタジオアリス女子オープン」の14位タイが最高位。賞金ランク113位。
2019年、ステップアップツアーで2度の優勝。レギュラーツアーでは「ニトリレディスゴルフトーナメント」の32位タイが最高位。賞金ランク135位。
2020年、「日本女子オープンゴルフ選手権競技」では3位タイに食い込む健闘を見せる。前年と同一シーズンとなった2021年、「ニチレイレディス」では日本勢トップとなる4位。

## 成績

### ツアー優勝

#### ステップアップツアー (4)
- ユピテル・静岡新聞SBSレディース (2016年)
- 日本臓器製薬レディース ABC杯 (2016年)
- Skyレディース ABC杯 (2019年)
- 山陽新聞レディースカップ (2019年)

## テレビ出演
- ゴルフサバイバル (BS日テレ) - 2019年2月、同年9月